# Frantz Gotthard Howitz
Frantz Gotthard Howitz, auch Franz Gotthard Howitz (* 25. Dezember 1789 in Kopenhagen; † 3. April 1826 ebenda) war ein dänischer Mediziner und Hochschullehrer.

## Leben

### Familie
Frantz Gotthard Howitz war der Sohn von Johann Heinrich Howitz († 6. Januar 1806 in Lübeck), Stadtmakler und später Kaufmann sowie Postbeamter in Westindien, und dessen Ehefrau Øllegård Christiane (geb. Kreutzfeldt) († 6. Juli 1831).
Am 7. November 1823 heiratete er Juliane Elisabeth (28. April 1798 in Kopenhagen; † 27. März 1860), die Tochter des Gutsbesitzers Johan Jacob Branner, dem Besitzer von Jonstrup bei Kopenhagen; gemeinsam hatten sie zwei Töchter.

### Werdegang
Er kam 1798, im Alter von neun Jahren, an die Metropolitanschule (siehe Metropolitanskolen) in Kopenhagen. Während des Schulbesuchs hatte sein vermögender Vater einen großen Teil seines Vermögens verloren und war verstorben.
1807 schloss er die Schule ab, allerdings wurde im selben Jahr die Stadt von der britischen Royal Navy bombardiert, um die Herausgabe der Reste der dänischen Flotte zu erzwingen (siehe Bombardement Kopenhagens (1807)); hierbei wurde das Haus seiner Mutter völlig zerstört, sodass diese mit den übrigen Kindern aus der Stadt wegzog. Frantz Gotthard Howitz, der alle seine Kleider hierbei verloren hatte, erhielt ein Stipendium und konnte sich dadurch an der Universität Kopenhagen zu einem Medizinstudium immatrikulieren und im Studentenwohnheim Regensen aufgenommen werden; später kam er in das Studentenwohnheim Elers Kollegium.
Während des Studiums hörte er unter anderem die Vorlesungen von Johan Daniel Herholdt (1764–1836) und Frederik Ludvig Bang (1747–1820) in der Medizin, sowie bei Hans Christian Ørsted in der Chemie und Jens Wilken Hornemann in der Botanik. Seine klinische Praxis erlernte er im Friedrichshospital.
1812 bestand er das medizinische Examen und wurde darauf Kandidat am Friedrichshospital; er studierte Geburtshilfe bei Johannes Sylvester Saxtorph (1772–1840), hörte Vorlesungen über Pathologie und Therapie beim Etatrat Joachim Dietrich Brandis und über die neuere Chemie bei Hans Christian Ørsted.
Er beantwortete 1813 die von der Universität ausgesetzte Preisaufgabe und erhielt die dafür ausgesetzte Prämie.
1815 promovierte er zum Dr. med. und unternahm anschließend eine dreijährige wissenschaftliche Auslandsreise, die ihn nach Deutschland, Italien, Frankreich, Großbritannien und Irland, unter anderem an verschiedene Universitäten, führte.
Er wurde 1819 zum außerordentlichen Professor der Medizin an der medizinischen Fakultät der Universität Kopenhagen und 1821 zum Mitglied des Gesundheitskollegiums ernannt. 1825 wurde er Geburtshelfer in der Geburts- und Pflegestiftung in Kopenhagen.
In seiner Abhandlung Om Afsindighed og Tilregnelse et Bidrag til Psychologien og Retslæren beschäftigte er sich mit Psychologie und Rechtslehre; dies führte zu einer wissenschaftlichen Auseinandersetzung, dem sogenannten Howitz-Streit, über die Freiheit des Willens. In der Folge gab er mit Determinismen, eller, Hume imod Kant eine philosophische Verteidigung seiner Abhandlung heraus.

## Schriften (Auswahl)
- Om Afsindighed og Tilregnelse et Bidrag til Psychologien og Retslæren. Kopenhagen, 1824 (Digitalisat).
- Determinismen, eller, Hume imod Kant. Kopenhagen, 1824 (Digitalisat).